# マイケル・アンソニー
マイケル・アンソニー（Michael Anthony、1954年6月20日 - ）はアメリカのベーシスト、音楽家。ロックバンド、ヴァン・ヘイレンの初代ベーシストである。
初期のニックネームがキャノンマウスであるように、ハイトーンのコーラス、堅実なプレイが特徴的。本名は、マイケル・アンソニー・ソボレフスキ(Michael Anthony Sobolewski)。

## 来歴
- 1954年6月20日、イリノイ州シカゴで、ポーランド系の家系のもとで生まれる。小さい頃は、かなりの野球少年であり、将来はプロになることも期待されていたが、ひょんなことから音楽活動に関心を持つようになり、トランペット[1]を経て、ギターを演奏し始めるが、間もなくベースに転向。1970年代、パサデナの大学に進学した後は、所属先の音楽サークル内でスネイクというスリーピースバンドを結成し、ベースとリード・ヴォーカルを担当した。
- その後、スネイクから、知り合いのヴァン・ヘイレン兄弟が結成したバンド・マンモス（後に、ヴァン・ヘイレンの前身となる）に引き抜かれる。元々、エディーとは同じ授業で知り合った仲間同士であり、これがきっかけでバンドのオーディションに誘われた。一説には、友人同士とは言え、兄弟のプレイに大きく感動を覚えつつも、当初は、バンドの仲間のこともあって参加することに戸惑いを感じていたが、相談に乗ったバンド仲間の後押しもあって、加入を決意した、と言われている。ただし、マイケル本人は、兄弟から誘いを受けてすぐさま承諾したと話しており、後者の説が一般的だとされている。
- 当時エレクトリックベースは、非常に高価なものであったため、エレクトリックギターの1弦と2弦を抜いて練習していたらしい。*1980年代～1990年代ヴァン・ヘイレンの項参照。
- 1996年にサミーが離れる前後から、ヴァン・ヘイレン兄弟とサミーの緊張関係が、マイケルとの関係に飛び火している、という噂が立ち始め[2]、サミー在籍時のアルバムや『ヴァン・ヘイレンIII』における一部の楽曲では彼のベースのパートが差し替えられているのでないか、ということも取りざたされるようになった（後述のインタビューで、これらの噂は事実であることが発覚した[3]）。
- 2000年から2001年まで、元メンバーのデイヴのソロライブにゲストで登場。その後、2002年、サムアンドデイヴツアーにもサミーのサポートメンバーとして参加した。しかし、いずれも当時彼らとは不仲状態が続いていたヴァン・ヘイレン兄弟には何の連絡もせずに勝手に出演を承諾したために、エディとの亀裂が決定的になってしまう。
- 2004年、サミーを迎えたラインナップでのヴァン・ヘイレン再結成ツアーに参加。
- 2006年4月、BURRN!でのインタビューでは、当時ヴァン・ヘイレンは解散状態であることを語り、前述の経緯もあって本人は知らぬ間にクビにされていたことを打ち明けた。また、クレジット上はマイケルの名が表示されているものの、『ザ・ヴェリー・ベスト・オブ・ヴァン・ヘイレン』に収録された3つの新曲にはコーラスのみ参加で、再結成ツアーでは実質上サポートメンバー扱いだったことも明かした[3]。今後は2002年のツアーで親交深くなったサミー・ヘイガーと、ヴァン・ヘイレンのコピーバンド「The Other Half」で活動していくと発表した。
- 同年9月、後任としてエディーの息子であるウルフギャング・ヴァン・ヘイレンが正式にバンドに加入することが発表され、彼のクビが決定的なものとなった。
- 2008年、サミー・ヘイガーを中心にジョー・サトリアーニ、レッド・ホット・チリ・ペッパーズのチャド・スミスと共に、チキンフットを結成。

## エピソード
- ジャックダニエルが好きで、時々ライブ中でも愛飲する。
- ベースソロ時には、ジャックダニエルのような形をした四角いベースを使用し、エフェクターやパフォーマンスなどで迫力のあるプレイをする（ベースソロ時以外でも四角いベースを使用することもあり、ヴァン・ヘイレンの曲「パナマ」のミュージック・ビデオでも確認できる）。また、近年では、後述のチリソースにあやかって、タバスコの瓶を模ったベースを使用することも多い。
- コーラスの技術と風貌から、デビュー当時はジーン・シモンズと同一人物説が囁かれた[4]。
- チキンフット活動の際のインタビューで、自身の後任にエディーの息子ヴォルフガングが決定したことについて。「彼が誰よりも適任だと思うし、自分と比べて彼を批判したりしないで欲しい」という趣旨の発言をした[5]。
- 私生活では、1981年に、高校の同級生だった女性と結婚し、2人の娘をもうけ、現在では、カリフォルニア州のニューポートビーチに自宅を構えている。
- また、自らの公式サイトのウェブショップで、「マッド・アンソニー」というブランドをプロデュースしている。同シリーズのチリソースやバーベキューソースは、サミーが運営しているレストランでも売られている。